# ارطه‌دشت
ارطه‌دشت، روستایی است از توابع بخش مرکزی شهرستان قائم‌شهر در استان مازندران ایران.

## جمعیت
این روستا در بیشه‌سر قرار داشته و براساس آخرین سرشماری مرکز آمار ایران که در سال ۱۳۸۵ صورت گرفته، جمعیت آن ۴۵نفر (۱۱خانوار) بوده‌است.